# Uraninite
L'uraninite (simbolo IMA: Urn), nota anche, se in forma colloidale, come pechblenda (da pitchblende = blenda picea o blenda pece), è un minerale comune della classe dei minerali di "ossidi e idrossidi". La sua composizione chimica è UO2, quindi è chimicamente un diossido di uranio. A causa della serie di decadimento radioattivo dell'uranio, l'uraninite contiene sempre una certa percentuale di monossido di piombo (PbO), che può arrivare fino al 20% a seconda dell'età geologica.

## Etimologia e storia
Una delle più antiche menzioni del minerale risale al 1565 a opera di Johannes Kentmann, che lo descrisse come plumbago sterilis pici similis bechblende (miscela sterile simile alla pece). Lo ebbe dai minatori sassoni che estraevano il minerale dalle vene di argento-cobalto dei Monti Metalliferi. Non sapevano che farsene di quelle pietre nere come la pece e rifiutarono il materiale estratto apparentemente privo di metalli.
Più tardi, quando furono trovati prodotti di ossidazione di diversi colori sulla pechblenda scartata nelle vecchie discariche, il minerale fu estratto per ottenere questi nuovi bellissimi colori. Quando i materiali già ossidati si esaurirono, i colori vennero prodotti su una certa scala anche dalla pechblenda. Pertanto, alcune vecchie opere d'arte sono oggi contaminate radioattivamente. Poiché è stato in seguito riconosciuto che la pechblenda è costituita da un composto di diversi ossidi di uranio che si depositano come aggregato collomorfo, il termine è stato utilizzato solo per questa miscela.
Nel 1789, Martin Heinrich Klaproth fu in grado di isolare l'elemento uranio dalla pechblenda, che inizialmente chiamò uranite, ma ribattezzò uranio nel 1790 secondo le regole dell'analogia. Il termine uranite è stato successivamente utilizzato come sinonimo di vari minerali di uranio. Klaproth ha anche dato origine al nome errato di uranite solforata. Il nome deriva dal pianeta Urano, scoperto da William Herschel poco prima. Più tardi, Klaproth adottò il nome uranerz, coniato da Dietrich Ludwig Gustav Karsten nel 1792. Altri sinonimi sono pecherz (dato da Abraham Gottlob Werner), uranpecherz (da Karl Cäsar von Leonhard), pechuran (da Johann Friedrich Ludwig Hausmann) e nasturan (dato da Franz von Kobell nel 1853 dal greco ναστός (nastós) per denso o grossolano). Nel 1845, Wilhelm Karl Ritter von Haidinger introdusse finalmente il termine uranina come nome per il minerale, che fu convertito nel termine uraninite da James Dwight Dana nel 1868, nome ancora valido oggi.
Sebbene il minerale fosse noto in precedenza, come descritto, la località tipo per l'uraninite è considerata il deposito della vena di Jáchymov, da dove fu descritto da Franz Ernst Brückmann nel 1727. La pechblenda che Klaproth utilizzò per scoprire l'uranio proviene dalla miniera Georg Wagsfort a Johanngeorgenstadt sui Monti Metalliferi sassoni. D'altra parte, il fisico francese Antoine Henri Becquerel non utilizzò la pechblenda per scoprire la radioattività nel 1896, come spesso si sostiene, ma produsse artificialmente composti dell'uranio. La chimica franco-polacca e premio Nobel Marie Curie utilizzò inizialmente la pechblenda per le sue ricerche, che portarono alla scoperta dei prodotti di decadimento dell'uranio polonio e radio. Per motivi di costi, tuttavia, ha utilizzato principalmente gli scarti della produzione di vernici all'uranio a Jáchymov, in cui questi elementi rari erano già arricchiti rispetto al minerale originale. Una tonnellata contiene circa 0,1 g di radio.

## Classificazione
Già nell'obsoleta 8ª edizione della sistematica minerale secondo Strunz, l'uraninite apparteneva alla classe minerale degli "ossidi e idrossidi" e lì alla sottoclasse "MO2 e composti correlati", dove insieme alla cerianite e alla thorianite formava la "serie dell'uraninite" con il sistema nº IV/D.16b all'interno del "Gruppo della baddeleyite-uraninite" (IV/D.16).
Nella Sistematica dei lapis (Lapis-Systematik) di Stefan Weiß, che si basa ancora su questa vecchia forma di classificazione di Strunz per rispetto dei collezionisti privati e delle collezioni istituzionali, al minerale è stato assegnato il sistema e il numero di minerale. IV/D.31-60. In questa Sistematica, ciò corrisponde alla divisione "Ossidi con rapporto metallo:ossigeno = 1:2 (MO2- e composti correlati)", dove l'uraninite insieme ad akaogiite, allandeite, baddeleyite, calzirtite, cerianite-(Ce), hiärneite, riesite, tazheranite, thorianite e vorlanite forma un gruppo indipendente, ma senza nome.
Anche la 9ª edizione della sistematica minerale di Strunz, valida dal 2001 e aggiornata dall'Associazione Mineralogica Internazionale (IMA) fino al 2009, classifica l'uraninite nel dipartimento "4.D Metallo:Ossigeno = 1:2 e simili". Tuttavia, questo è ulteriormente suddiviso in base alla dimensione relativa dei cationi coinvolti e alla struttura cristallina, in modo che il minerale sia classificato nella suddivisione "Con cationi di grande dimensione (+- cationi di media dimensione); strutture analoghe alla fluorite", dove insieme alla cerianite-(Ce), alla thorianite, alla vorlanite e alla zirkelite forma il "gruppo uraninite" con il sistema nº 4.DL.05.
Anche la classificazione dei minerali Dana, utilizzata principalmente nel mondo anglosassone, classifica l'uraninite nella classe degli "ossidi e idrossidi", ma anche nella divisione degli "ossidi contenenti uranio e torio". Qui può essere trovata solo insieme alla thorianite nel gruppo senza nome 05.01.01 all'interno della suddivisione di "ossidi contenenti uranio e torio con una carica cationica di 4+ (AO2)".

## Abito cristallino
I cristalli sono rari e nella maggior parte dei casi la struttura cristallina dell'uraninite è distrutta dall'elevata radioattività dei campioni stessi (metamitizzazione). Le forme più frequenti sono il cubo, l'ottaedro e il cubottaedro.
L'uraninite cristallizza nel sistema cubico nel gruppo spaziale Fm3m (gruppo nº 225) con il parametro del reticolo a = 5,47 Å e quattro unità di formula per cella unitaria.
La sua struttura cristallina è isotipica con la fluorite (CaF2). I cationi U4+ formano un impacchettamento sferico cubico più denso, le cui lacune tetraedriche sono completamente occupate da anioni ossido, cioè ogni atomo di ossigeno è tetraedrico circondato da quattro atomi di uranio. I cationi dell'uranio(IV), a loro volta, hanno un numero di coordinazione pari a 8, risultando avere un reticolo cubico a corpo centrato (ccc) come poliedro di coordinazione.

## Proprietà
Con il suo contenuto di uranio fino all'88,15%, l'uraninite è una delle più importanti fonti naturali di radiazioni ionizzanti. Se l'uranio è in equilibrio secolare con i suoi nuclidi figli, l'uraninite pura ha un'attività specifica di circa 157,8 kBq/g (per un confronto si pensi che il potassio naturale ha un'attività specifica di 0,0312 kBq/g;il combustibile nucleare esaurito 18 000 000 kBq/g). Pertanto, l'uraninite deve essere conservata e trattata solo seguendo adeguate precauzioni di sicurezza.
L'uraninite è di solito almeno parzialmente isotropizzata, cioè il suo reticolo cristallino è stato parzialmente o in gran parte distrutto dalla sua stessa radioattività, ma a differenza di altri minerali più poveri di uranio, i resti del reticolo cristallino sono di solito ancora rilevabili. Tuttavia, alcune proprietà fisiche, come la scissione, vengono perse e i campioni, che appaiono ancora cristallini all'esterno, mostrano una frattura simile a una conchiglia.
Interessante è anche l'elevata variabilità della densità, che inizialmente ammonta a circa 10,63-10,95 g/cm³, ma diminuisce lentamente a circa 9-7,5 g/cm³ con l'aumentare dell'età geologica. Le varietà grossolane e collomorfe possono diventare relativamente leggere, soprattutto se esposte alle intemperie, e persino scendere molto al di sotto di 7 g/cm³. L'uraninite è spesso accompagnata da prodotti atmosferici dai colori vivaci (rosso, giallo, raramente verde).
Il minerale può raramente formare epitassi con la columbite. I cristalli di uraninite crescono in direzioni specifiche allineate con i cristalli di columbite. Costituisce il primo membro finale della serie perfetta di cristalli misti uraninite-thorianite. Le uraniniti contenenti torio sono chiamate, tra l'altro, bröggerite. Le uraniniti più giovani brillano da vetrose a pece, mentre gli esemplari più vecchi brillano sempre più metallici. Le influenze degli agenti atmosferici e la metamorfosi fanno scomparire di nuovo la lucentezza metallica.

## Modificazioni
La pechblenda consiste principalmente di U3O8, più raramente anche U3O7 più altri ossidi metallici come piombo, ferro, torio e metalli delle terre rare, ed è stato dato il nome a causa del colore spesso nero e della brillantezza oleosa, che assomiglia molto a quella della catrame.
Le varietà a bassa sfericità sono chiamate minerali a bolle. Le varianti oleose, lucide e grossolane sono chiamate cuore di pece. Quando le singole sfere sporgono dalla matrice, sono spesso chiamate occhi di topo a causa del loro colore nero. I pezzi di forma pegmatica contenenti torio sono chiamati bröggerite. La pechblenda a grana fine con additivo minerale argilloso è chiamata uranio nero.

## Origine e giacitura
L'uraninite/pechblenda si trova nelle vene idrotermali (Monti Metalliferi; Příbram in Repubblica Ceca; Krunkelbachtal vicino a Menzenschwand, Foresta Nera; Massiccio Centrale, Francia).
Si trova anche nei depositi sedimentari in arenarie, carbonati, carbone (Königstein, Sassonia; Culmitzsch, Turingia; Freital, Sassonia; nella provincia di Curnamona, Australia Meridionale; Altopiano del Colorado, Stati Uniti; nel Niger). Nei depositi legati all'ardesia nera (Ronneburg, Turingia), nei giacimenti d'oro di ossido di ferro e rame (Olympic Dam, Australia Meridionale). L'uraninite è anche legata alle vulcaniti (Caldera di Streltsovka vicino a Krasnokamensk, Russia; Delitzsch, Sassonia).
Gli esemplari più grandi di uraninite, anche 20 cm di lato, provengono da Shinkolobwe, nello Shaba (Repubblica Democratica del Congo).
In Italia piccoli cristalli di questo minerale provengono da Montescheno (nella Valle Antrona, Verbania) e da Piona (sul Lago di Como). A Novazza, in Val Seriana (Bergamo), c'è un giacimento di pechblenda nel quale l'AGIP Mineraria fece una galleria di prospezione, ma verso la fine degli anni settanta i lavori cessarono a causa di timori di rischi ambientali.

## Pechblenda
Costituisce una forma non cristallina e forma masse nere mammellonari, noduli e strutture lamellari oltre che come aggregati di strutture sferulitiche. Presenta frattura concoidale, lucentezza cerosa-grassa e la polvere è nera-olivastra. Ha durezza Mohs fra 4 e 5 e massa volumica fra 6,5 e 8,5.
Da un punto di vista chimico, l'uraninite e la pechblenda sono costituite da un reticolo di UO2 con una massa amorfa costituita da ossidi ricchi di ossigeno. Le dimensioni del reticolo sono tanto più piccole quanto più è alto il tasso di UO2. Si ritiene che la disintegrazione (decadimento) dell'UO2 produca piombo 206Pb e 207Pb e due atomi di ossigeno che si fissano al restante UO2.

## Precauzioni
A causa della tossicità e della radioattività del minerale, i campioni di minerali devono essere conservati solo in contenitori a prova di polvere e radiazioni. Allo stesso modo, l'assorbimento nell'organismo (incorporazione o ingestione) dovrebbe essere impedito a tutti i costi e, per motivi di sicurezza, dovrebbe essere evitato il contatto fisico diretto e dovrebbero essere indossati una maschera respiratoria e guanti quando si maneggia il minerale.

## Forma in cui si presenta in natura
L'uraninite di solito sviluppa cristalli a forma di cubo o ottaedrico o loro combinazioni, ma anche aggregati renali, granulari o massicci di colore grigio, nero e brunastro con striature da bruno-nere a verdastre. In generale, l'uraninite è opaca, solo le schegge fini e gli strati più sottili sono traslucidi bruno-rossastri. I campioni freschi mostrano una brillantezza da pece a grassa, occasionalmente anche leggermente metallica, che, tuttavia, diventa opaca dopo un po' di tempo a causa degli agenti atmosferici.